# Eustephaniaceae
Eustephaniaceae,  porodica algi kremenjašica neustanovljenog reda i razreda. Od seda vrsta uutar četiri roda sve su fosilne.

## Rodovi
1. †Biturricula S.Komura, 1999
2. †Dactylacanthis S.Komura, 1999
3. †Eustephanias S.Komura, 1999
4. †Stephanonycites S.Komura, 1999